# Kangan (Verwaltungsbezirk)
Kangan (persisch شهرستان کنگان) ist ein Schahrestan in der Provinz Buschehr im Iran. Er enthält die Stadt Bandar Kangan, welche die Hauptstadt des Verwaltungsbezirks ist. 

## Demografie
Bei der Volkszählung 2016 betrug die Einwohnerzahl des Schahrestan 107.801. Die Alphabetisierung lag bei 92 Prozent der Bevölkerung. Knapp 75 Prozent der Bevölkerung lebten in urbanen Regionen.
| Zensusjahr | Einwohnerzahl |
| ---------- | ------------- |
| 2011       | 105.190       |
| 2016       | 107.801       |